# قلعه ساربان
قلعه ساربان روستایی از توابع بخش اژیه شهرستان هرند در استان اصفهان ایران است.

## جمعیت
این روستا در دهستان کلیشاد قرار دارد و براساس سرشماری مرکز آمار ایران در سال ۱۳۸۵، جمعیت آن ۱۸۹ نفر (۳۹خانوار) بوده‌است.